# جان باتيست ميشيل
جان باتيست ميشيل (بالفرنسية: Michel Jean-Baptiste Adolphe)‏ (و. 1979  م) هو لاعب كرة سلة فرنسي، ولد في فور دو فرانس، مركز لعبه هو وسط.